# Herzfleckiger Kapuzen-Blattkäfer
Der Herzfleckige Kapuzen-Blattkäfer (Cryptocephalus cordiger) ist ein Käfer aus der Familie der Blattkäfer und der Unterfamilie der Fallkäfer (Cryptocephalinae). Die artenreiche Gattung Cryptocephalus ist in Europa mit sieben Untergattungen vertreten. Der Herzfleckige Kapuzen-Blattkäfer gehört zur Untergattung Cryptocephalus, welche in  Europa mit knapp hundert Arten vertreten ist. Die Erstbeschreibung erfolgte 1758 durch Linné unter dem Namen Chrysomela cordigera.
Der in Mitteleuropa seltene Käfer wird in der Roten Liste gefährdeter Arten Deutschlands unter der Kategorie 2 („stark gefährdet“) geführt und gilt in Nordrhein-Westfalen und in Schleswig-Holstein als ausgestorben oder verschollen.
Das Epitheton cordiger (lat. „ein Herz führend“) bezieht sich wie der deutsche Namensteil „herzfleckig“ auf eine herzförmige Makel an der Halsschildbasis. Der Gattungsname Cryptocephalus (von altgr. κρυπτός „kryptós“ für „verborgen“ und κεφαλή „kefalé“ für „Kopf“) spielt auf den in den Halsschild zurückgezogenen Kopf an. Diese versteckte Stellung des Kopfes wird auch durch den Namensteil „Kapuzenkäfer“ ausgedrückt. Die Käfer lassen sich gern bei Störung fallen, daher werden sie auch „Fallkäfer“ genannt. Der in den roten Listen angegebene Name „Herzfleckiger Kapuzen-Blattkäfer“ ist nicht geläufig.

## Merkmale des Käfers
Der walzenförmige Käfer ist schwarz, Kopf und Halsschild tragen weiße Makel, die Flügeldecken sind rot mit schwarzen Punkten; die Basis der Fühler ist gelbrot, ebenso größtenteils die Schienen und Tarsen. Der Käfer erreicht eine Länge von 5,5 bis 6,5 Millimeter.
Der Kopf ist in den Halsschild zurückgezogen, die Stirn senkrecht zur Körperachse ausgerichtet. Auf dem Kopfschild befindet sich zwischen den Fühlern ein dreieckiger Fleck. Die elfgliedrigen Fühler sind fadenförmig und bis auf die rotgelbe Wurzel schwarz.
Der Halsschild ist fast doppelt so breit wie lang, der Vorderrand leicht ausgeschnitten und weniger breit als der Hinterrand. Der Seitenrand des Halsschildes ist nur hinten etwas deutlicher abgesetzt und vor der Mitte  äußerst schmal gerandet. Die Seiten des Halsschildes sind weißlich, vor der Mitte des Hinterrandes befindet sich der namensgebende herzförmige Fleck. Davor liegt eine nach hinten meist verkürzte Längslinie, die jedoch auch mit dem herzförmigen Fleck zusammenfließen kann.
Die lediglich verworren punktierten Flügeldecken sind walzenförmig. Jede Flügeldecke endet abgerundet und trägt zwei schwarze Flecken. Der vordere Fleck sitzt hinter der Schulterbeule, der hintere befindet sich in der hinteren Hälfte der Flügeldecken. Die Seitenränder der Flügeldecken sind schmal abgesetzt und aufgebogen. Die so gebildete Rinne verläuft von der Schulterbeule bis zur Flügelspitze. Senkrecht von oben betrachtet kann man die Rinnen auf beiden Seiten gleichzeitig einsehen. Das Schildchen ist dreieckig.
Die Vorderhüften sind durch eine breite, ebene Platte der Vorderbrust voneinander getrennt. Die Hinterschienen sind auch beim Männchen ohne Anhang. Die Schienen sind mit Ausnahme der Basis und die Tarsen außer den letzten beiden Gliedern rötlichgelb. Im Übrigen sind die Beine schwarz. Die Tarsen sind alle viergliedrig, allerdings kann eine Verdickung am Klauenglied als rudimentäres weiteres Tarsenglied interpretiert werden. Das dritte Tarsenglied ist zweilappig.

## Biologie
Die Imagines findet man von Mai bis August an sehr verschiedenen Pflanzen. Die Art ist an trockene und warme Standorte gebunden. Als Wirtspflanze werden Eichen, Haseln, Birken, Weiden, verschiedene Rosen, Spiersträucher und Mädesüß genannt.
Die Eier werden im Spätsommer abgelegt. Die Larven verkleben ihren Kot zu einem Gehäuse, das sie mit sich herumtragen.

## Verbreitung
Die Art ist von Oberitalien bis in die südlichen Teile von Schweden und Finnland verbreitet und von Frankreich erstreckt sich das Verbreitungsgebiet bis nach Griechenland. Nach Osten ist der Käfer bis nach Sibirien zu finden. Das Zentrum des Verbreitungsgebietes liegt jedoch in den Mittelmeerländern und in Zentraleuropa.